# Лома-ла-Лата (нафтогазоконденсатне родовище)
Лома-ла-Лата — нафтогазоконденсатне родовище в аргентинській провінції Неукен. Станом на 2016 рік найбільше за запасами газу родовище в історії країни.

## Загальний опис
Відкрите у 1977 році в басейні Неукен, розробка якого велась з кінця 1960-х.
Розміри запасів дозволяють віднести Лома-ла-Лата до категорії гігантських (бл. 500 млн барелів нафтового еквівалента). Так, у 1983 році оцінювали, що на родовище припадає 45 % із загальних аргентинських запасів у 680 млрд м³.  У ході розробки з урахуванням поведінки резервуару довелось зробити певні коригування первісних оцінок. Так, у 2004 році запаси зменшили на 73 млн барелів еквівалента, у 2005-му — на 252 млн барелів. Утім, у 2007 році початкові запаси все одно оцінювались у дуже значну величину — 245 млрд м³ газу та 200 млн барелів конденсату.
У 2015 році видобуток на родовищі (блоки Loma La Lata Central та Loma La Lata Norte) склав 3,7 млрд м³ та 14 млн барелів нафти та конденсату. Підтверджені залишкові запаси на кінець цього року оцінювались у 20 млрд м³ та 59 млн барелів рідких вуглеводнів.
Для видачі продукції Лома-ла-Лата споруджено кілька газопроводів, що ведуть до узбережжя та столичного регіону:  Gasoducto Centro Oeste, NEUBA II. Також ресурси родовища сприяли спорудженню трубопроводів до сусідньої Чилі (Gasoducto del Pacifico), який втім практично припинив експортні операції після аргентинської газової кризи 2004 року.
Також, враховуючи значний вміст у продукції гомологів метану, споруджено трубопровід для транспортування зріджених вуглеводневих газів від газопереробного заводу Лома-ла-Лата  до Баїя-Бланка, де відбувається остаточне фракціонування.
Також на певному етапі розробили схему закачування надлишків газу, видобутого у літній період, до газової шапки сусіднього родовища Сієрра Барроса. Це дозволяло як підтримати рівень виробництва на самому Лома-ла-Лата, так і забезпечити підвищення рівня вилучення нафти на Сієрра Барроса.